# ۱۴۰۱ (قمری)
۱۴۰۱ (قمری)، هزار و چهارصد و یکمین سال در گاهشماری هجری قمری است. اول محرم این سال برابر با دهم نوامبر سال ۱۹۸۰ میلادی و ۱۹ آبان ۱۳۵۹ خورشیدی است. ابتدای سال ۱۴۰۱ قمری نیز، آغاز قرن پانزدهم هجری قمری می باشد.